# Anders Holmberg (orgelbyggare)
Anders Holmberg tidigare Andersson, född 20 december 1868 i Osby, Kristianstads län, död 5 augusti 1950 i Sankt Görans församling, Stockholm, var en svensk orgelbyggare i Stockholm.
Han hade sin verkstad på Vikingagatan 22 IV i Stockholm. Hans specialitet var att sätta in elektrisk bälgdrift.

## Biografi
Holmberg föddes 20 december 1868 i Osby, Kristianstads län och var son till torparen Anders Andersson och Nilla Jönsdotter. Anders flyttade hemifrån 1885. Han blev då snickarlärling hos snickaren Nils Andersson i Osby. 1887 flyttade han till Norra Åsum och blir snickarlärling hos snickaren Sven Nilsson Dahlberg. 1891 flyttade han till Växjö och arbetade som snickare. 1892 flyttade han till Stockholm.

## Lista över orglar
| År   | Ursprunglig kyrka | Stift            | Bild | Manualer | Pedal        | Stämmor | Bevarad orgel/fasad | Övrigt |
| ---- | ----------------- | ---------------- | ---- | -------- | ------------ | ------- | ------------------- | --- |
| 1936 | Dalarö kyrka      | Stockholms stift |      | 2        | Självständig | 14      | Nej/Nej             | Orgeln byggdes av Anders Holmberg och Johan Albert Johnsson, Duvbo. Orgeln byggdes 1960 av A. Magnussons Orgelbyggeri AB, Göteborg till 15 stämmor, två manualer och pedal. Ny orgel byggdes 1984 av Åkerman & Lund Orgelbyggeri AB, Knivsta. |

### Renoverade orglar
| År                    | Ursprunglig kyrka | Stift            | Bild | Manualer | Pedal        | Stämmor | Bevarad orgel/fasad | Övrigt |
| --------------------- | ----------------- | ---------------- | ---- | -------- | ------------ | ------- | ------------------- | --- |
| 1928, 1936–1938, 1944 | Gustaf Vasa kyrka | Stockholms stift |      | 3        | Självständig |         | Ja/Ja               | Orgeln byggdes 1906 av Åkerman & Lund, Sundbybergs köping. Orgeln byggdes om och tillbyggd 1915 av E A Setterquist & Son, Örebro. Anders Holmberg utökad och omdisponerad orgeln 1928, 1936–1938 och 1944. Den renoverades 1984 av A. Magnussons Orgelbyggeri AB, Mölnlycke. |
| 1939                  | Klara kyrka       | Stockholms stift |      | 3        | Självständig | 58      | Ja/Ja               | Orgeln byggdes 1907 av Åkerman & Lund, Sundbybergs köping. Utökade orgeln 1939 tillsammans med J A Johnsson, Duvbo. |
| 1941                  | Enskede kyrka     | Stockholms stift |      | 2        | Självständig | 18      | Nej/Ja              | Orgeln byggdes 1922 av Alfred Fehrling, Stockholm och hade 11 stämmor, två manualer och pedal. Orgeln tillbyggd 1941 av Anders Holmberg. Ny orgel byggdes 1976 av Jacoby Orgelverkstad, Stockholm.                                                                           |
| 1945                  | Vällinge kapell   | Strängnäs stift  |      | 1        | Bihängd      | 3       | Ja/Ja               | Mekanisk orgel. Orgeln var byggd 1781 av Jonas Ekengren, Stockholm. Renoverade och förnyade pipverket 1945. |
| 1946                  | Utö kyrka         | Stockholms stift |      | 1        | Bihängd      | 8       | Nej/Ja              | Orgeln byggdes 1745 av Olof Hedlund, Stockholm. Orgeln flyttades till Utö kyrka 1850. 1946 bytte Anders Holmberg ut två stämmor på orgeln. Bröderna Moberg renoverade orgeln 1972 och återställde dispositionen.                                                             |